# Neurois atrovirens
Neurois atrovirens là một loài bướm đêm trong họ Noctuidae.